# Upplands runinskrifter 744
Upplands runinskrifter 744 är en vikingatida runsten av ljus granit i Gidsmarken, Husby-Sjutolfts socken och Enköpings kommun. Runstenen är 1,70 meter hög och 1,40 meter bred. Runslingan löper i ristningens utkant. Innanför runslingan är det två mycket invecklade drakslingor ristade i 8-formade figurer. Ristningen är signerad av Balle och är ett av hans främsta verk.

## Inskriften
Translitterering av runraden:
· kiþa · lit · raisa · stain · at · þorterf · boanta · sin · sun · kuþuaukaʀ · auk byki| |i · haruistam · bali · risti · stn ÷
Normalisering till runsvenska:
Gyða let ræisa stæin at Þordiarf, boanda sinn, sun Guðlaugaʀ, ok byggi i Harvistaðum. Balli risti stæin.
Översättning till nusvenska:
Gyda lät resa stenen efter Tordjärv, sin man, son till Gudlög, och (han) bodde i Härvesta. Balle ristade stenen.
haruistam på ristningen avser Härvesta by i Husby-Sjutolfts socken. Huvudgården Ekolsund bestod av fyra mantal i Härvesta by. Det Härvesta som nämns på U 809 ligger däremot i Frösunda socken.